# Wasteland 2
Wasteland 2 ist ein postapokalyptisches Rollenspiel von Brian Fargo und InXile Entertainment aus dem Jahr 2014. Es ist der Nachfolger des 1988 erschienenen Wasteland. Die Grafikdarstellung erfolgt aus einer isometrischen Perspektive und die Kämpfe verlaufen rundenbasiert.
Das Spiel wurde über die Crowdfunding-Plattform Kickstarter finanziert. Innerhalb von 42 Stunden erreichte es das auf der Plattform bis dahin höchste anvisierte Finanzierungsziel von 900.000 US-Dollar und wurde letztlich mit über drei Millionen Dollar unterstützt. Nach Tim Schafers öffentlichkeitswirksamen Finanzierungserfolg für das Double Fine Adventure war es der zweite große Versuch eines langjährigen Spieleentwicklers, ein ehemals verbreitetes Computerspiel-Genre mithilfe einer Fanfinanzierung über Kickstarter wiederzubeleben.
Mit Wasteland 3 erschien im August 2020 ein ebenfalls per Crowdfunding finanzierter Nachfolger.

## Handlung

### Intro / Vorgeschichte
Das Spielintro ist ein dreiminütiger Realfilm, der für ca. 25–30.000 Dollar produziert wurde. Er erzählt die Hintergrundgeschichte von Wasteland 2 und leitet in die erste Spielszene über. Gedreht wurde die filmische Einleitung von Victoria Cocks, wobei neben Archivmaterial auch Aufnahmen im Zuge des postapokalyptischen Wasteland Weekend Festivals geschossen wurden. Für die musikalische Untermalung sorgte Mark Morgan.
Wasteland spielt in einer alternativen Zeitlinie. Im Jahr 1998 kam es im Zuge von Meteoriteneinschlägen auf der Erde zu einem nuklearen Weltkrieg zwischen den USA und der Sowjetunion, der einen Großteil der Erdbevölkerung vernichtete. Die wenigen Überlebenden der Apokalypse kämpften fortan gegen die lebensfeindliche Umwelt und ihre Mitmenschen. Eine Gruppe von Überlebenden waren US-Armeeingenieure, die sich zum Zeitpunkt der Katastrophe gerade zum Brückenbau in einer Wüste im Südwesten der Vereinigten Staaten aufhielten. Sie besetzten daraufhin ein in der Nähe neu errichtetes Gefängnis und gewährten Hilfesuchenden aus der Umgebung Unterschlupf. Das Gefängnis wurde zum Ranger Center und die ehemaligen Militäringenieure zu den Desert Rangers, die, wie die Texas- und Arizona Rangers im Wilden Westen, durch die Wüste ziehen.

### Handlung
Wasteland 2 spielt im Jahr 2102, 15 Jahre nach der Handlung des ersten Spiels. Das Intro endet mit einer Grabrede von General Vargas – einer Figur aus dem ersten Teil. Der Verstorbene ist Ace, ein Desert Ranger, welcher ausgesandt wurde, um den Ursprung eines Radiosignals zu bestimmen, welches von der „Vereinigung von Mensch und Maschine“ spricht und die Ranger bedroht. Der Spieler kontrolliert Echo One, ein Team von Desert Rangern, welche Aces Mord aufklären sollen.
Bei einem nahegelegenen Funkturm findet das Team einen zerstörten Androiden (in der Spielwelt „Synth“ genannt, kurz für Synthetic), welcher Ace angegriffen hatte. Das Team wird anschließend von einer Gruppe einfacher Roboter angegriffen. Die Entdeckung des Synths beunruhigt General Vargas, der im ersten Spiel den Synth Finster und die künstliche Intelligenz Cochise mitbekämpft hatte. Das Team wird beauftragt Peilsender auf Funktürmen zu installieren, um die Quelle des Signals zu triangulieren.
Daraufhin wird die Gruppe vor eine Wahl gestellt: Entweder reist sie nach Highpool, einer Gemeinschaft, die um einen Damm entstand und von Banditen bedroht wird, oder zum AG Center, einem Forschungszentrum, in welchem genmanipuliertes Gemüse entwickelt wird, und in welchem ein Unfall droht. Der Spieler kann dabei nur eine der beiden Gruppen retten, was dem Team Dankbarkeit von der einen und Missgunst von der anderen Seite einbringt.
Der letzte Peilsender muss in Damonta installiert werden, einer Siedlung, welche jenseits eines verstrahlten Landstrichs liegt und nur durch ein Tal erreicht werden kann, welches von den suizidalen Mönchen der „Diener der Pilzwolke“ bewacht wird, die den nuklearen Holocaust und Atomkraft im Allgemeinen verehren. Unterwegs finden sie den Leichnam eines weiteren Rangers, der ebenfalls von einem Synth getötet wurde. Als das Team in Damonta eintrifft, finden sie die Siedlung zerstört vor. In den Ruinen wüten noch immer Roboter, welche die wenigen Überlebenden jagen. Im Ort trifft das Team auf den Synth Tinker, der einem Mädchen ein künstliches Herz einsetzt. Das Team tötet beide und erfährt, dass sie für einen anderen Synth arbeiteten, welcher sämtliche Menschen in Roboterkörper „verbessern“ möchte, egal ob diese damit einverstanden sind oder nicht.
Nachdem der dritte Peilsender installiert worden ist, kann eine Militärbasis bei Los Angeles als Quelle des Funksignals bestimmt werden. Ein Einsatzteam wird ausgesandt, ihr Helikopter jedoch abgeschossen. Echo One wird ausgesandt, um herauszufinden was passiert ist. Sie geraten unterwegs in einen Sturm und stürzen schließlich aufgrund von Treibstoffmangel in Santa Fe Springs ab. Dort helfen sie, einen neuen Stützpunkt der Ranger zu errichten und verbessern ihre Strahlenschutzanzüge, um Los Angeles auf dem Landweg zu erreichen. Außerdem rüsten sie einige Funktürme auf, um weiterhin mit General Vargas kommunizieren zu können.
Auf dem Weg nach Los Angeles trifft das Team auf eine Vielzahl von Gruppierungen, die sehr unterschiedlich mit der Postapokalypse umgehen und ihre Probleme oft mit Fanatismus und Gewalt lösen. Da Unbekannte dem Team die Schuld an mehreren Massakern anlasten, müssen sie erst das Vertrauen der Einheimischen gewinnen, bevor sie die Reise nach Los Angeles fortsetzen können.
In Los Angeles angekommen schickt General Vargas das Team zur Militärbasis „Seal Beach“, wo der Helikopter des ersten Teams abstürzte. Sie finden keine Spuren des ersten Teams und müssen sich durch Reihen von Cyborgs kämpfen. Schließlich treffen sie auf Matthias, einen Anhänger der KI Cochise, dem Antagonist des ersten Teils. Nachdem Cochise im ersten Spiel besiegt wurde, floh er nach Los Angeles und baute dort die Fraktion der „Kinder der Zitadelle“ auf. Große Teile von Cochise befinden sich jedoch immer noch unter dem neuen Hauptquartier der Desert Ranger. Matthias plant diese zu reaktivieren, sich damit zu vereinigen und dabei die Ranger zu zerstören.
Echo One besiegt Matthias’ Roboter und fliegt mit einem erbeuteten Helikopter zurück zur Zitadelle, wo sie gemeinsam mit jenen Gruppen, bei welchen der Spieler genügend Vertrauen angesammelt hatte, die Roboter zurückdrängen. Sie gelangen in die unterirdische Anlage, in welcher Cochise Daten lagern, doch Matthias gelingt es diese zu reaktivieren, bevor sie eingreifen können. Sie erfahren, dass Cochise im 20. Jahrhundert den Atomkrieg zwischen den USA und der Sowjetunion provoziert hatte. Da Cochise jeden Moment die Kontrolle über sämtliche Androiden, Cyborgs und Roboter übernehmen könnte, entschließt das Team sich dazu die Zitadelle mit einer Atombombe zu zerstören.

### Stil
Wie im ersten Teil beziehen sich Stil und popkulturelle Anspielungen vor allem auf die 1980er Jahre. Die von Stahl, Beton und Glas geprägte Architektur der 70er, 80er und 90er Jahre findet sich nicht nur in vom nuklearen Winter geprägten, düsteren und kargen Umgebungen, sondern ebenfalls in von der Natur zurückeroberten, grün überwucherten Städten. Aus den übriggebliebenen Resten der Zivilisation fertigen sich die Bewohner der Wastelands ihre Mittel zum Leben. Die Welt soll farbenfroher als in vielen anderen postapokalyptischen Spielsettings ausfallen. Auf eine dunkle, humoristische Note soll wie im ersten Teil ebenfalls Wert gelegt werden. Zudem handelt es sich um eine mitunter bizarre Welt, was sich auch in den Arten und Weisen äußert, wie die Menschen von dieser scheiden.

## Spielprinzip

### Vision Document
Brian Fargo veröffentlichte am 11. Juni 2012 in einem Kickstarter-Update ein Vision Document, in dem die grundlegende Vision zum Spiel formuliert wurde.
Das Rollenspielgenre hat Fargo zufolge in den letzten Jahren zentrale Rollenspielelemente vernachlässigt. Rollenspiele, die sich durch das Spielen einer selbstbestimmten Rolle auszeichnen, hätten diesen zentralen Aspekt aus unterschiedlichen Gründen (Fokussierung auf neueste Technik, künstlerische Einschränkungen, Komplettvertonungen sowie Plattformunabhängigkeit) nicht weiterentwickelt, sondern verkümmern lassen. Zentrale Merkmale von Wasteland 2 sind daher die Einflussmöglichkeit des Spielers auf die Spielwelt und die Geschichte (Choice and Consequence), sowie die Anpassung des Spiels an den Spieler (Customization).

“True RPGs allow options, allow you to make fundamental choices in customization and character creation, and most importantly, allow you to role-play and make your impact in a living world and see the consequences around you.”

Aufgrund der großen Entscheidungs- und Bewegungsfreiheit, die dem Spieler ermöglicht werden soll, ist Wasteland 2 ein Open-World-Spiel. Unterhaltungen sollen einen Einfluss auf den Geschichtsverlauf, das Spielambiente und den Spielverlauf haben. Die rundenbasierten, taktischen Kämpfe stellen ebenfalls einen Kernbestandteil des Spiels dar. Zudem ist das Spielen mit einer Gruppe zentral. Diese setzt sich aus vom Spieler erstellten Charakteren und NPCs (Nicht-Spieler-Charakter) zusammen. Bei Aufgaben und Kämpfen müssen die unterschiedlichen Fähigkeiten (Skills) der Gruppe genutzt werden.
Die Spielwelt reagiert auf die Handlungen des Spielers (Ursache und Wirkung), wodurch ein komplexes und variables Spielgeschehen ermöglicht werden soll. Die Reaktivität der Spielwelt auf die Handlungen des Spielers soll dabei sowohl kurzfristiger als auch langfristiger Natur sein. Unterschiedliche Lösungswege für Aufgaben und Verhaltensweisen besitzen Konsequenzen für den Spielverlauf. Die Geschichte wird mithilfe der Spielmechanik und der Handlungen des Spielers entwickelt und nicht in erster Linie über Zwischensequenzen vorangetrieben.

### Charaktersystem
Das Charaktersystem der Spielercharaktere arbeitet ohne festgelegte Klassen, stattdessen definieren sich die Charaktere ähnlich wie im Vorgänger über ihre Attribute und Skills. Grundlage ist das für Wasteland 2 entworfenen C.L.A.S.S.I.C.-Attributsystem. Das Akronym leitet sich aus den sieben passiven Attributen ab, die jeder Spielercharakter besitzt: Charisma, Luck (Glück), Awareness (Wahrnehmung), Strength (Stärke), Speed (Geschwindigkeit), Intelligence (Intelligenz) und Coordination (Koordination). Aus den Attributen berechnen sich u. a. unterschiedliche Basiswerte. Durch unterschiedliche Aktionen wie dem erfolgreichen abschließen von Missionen, Kämpfen usw. können Erfahrungspunkte erhalten werden, welche ab einer gewissen Höhe zum Levelaufstieg führen. Bei einem Levelaufstieg können Fähigkeiten (Skills) erlernt und verbessert werden, die in der Spielwelt angewendet werden können. Insgesamt stehen etwa 30 Skills zur Auswahl.

### Spielwelt
Das Rangerteam bewegt sich in unterschiedlichen Schauplätzen wie Siedlungen oder Industriekomplexen, die über eine Weltkarte miteinander verbunden sind. Bei Reisen auf der Weltkarte muss auf radioaktive Strahlung, die Wasserversorgung des Teams und Gegner geachtet werden. Die Schauplätze werden mit einer beweglichen Kamera von schräg oben („isometrische“ Perspektive) dargestellt. Das Team erkundet die Lokalitäten, erfüllt Aufgaben, führt Gespräche, Geschäfte und Kämpfe.
In dem rundenbasierten Kampfmodus führt anders als im ersten Teil nicht mehr die gesamte Gruppe zugleich einen Angriff aus, sondern die Figuren führen auf dem Spielfeld entsprechend ihrer Aktionspunkte einzeln Handlungen aus. Taktische Elemente sind unter anderem Sichtfelder für Gegner, die Nutzung von Deckung und der Kampfumgebung im Allgemeinen, unterschiedliche Modifikationen der Trefferwahrscheinlichkeit, der Einfluss von Charakterattributen und Skills, simultanes Attackieren und weitere Elemente. Das Kampfsystem orientiert sich stärker an der Fallout-Reihe (Fallout Tactics) als an Wasteland.
Wasteland 2 nutzt ein modernisiertes Schlüsselwort-Dialogsystem. Der Spieler kann durch die Erkundung der Spielwelt und insbesondere Gespräche Schlüsselwörter erhalten, die neue Dialogoptionen eröffnen. Die Reaktion von Nichtspieler-Charakteren hängt von einer Reihe von Faktoren ab, die sich aus den Handlungen des Spielers und seinen Spieler-Charakteren ergeben.

## Entwicklung

### Hintergrund
Wasteland wird oftmals als erstes postapokalyptisches Rollenspiel betrachtet. Schon zur Veröffentlichung gewürdigt, wurde es später mitunter sogar als Klassiker gehandelt. Obwohl es bereits zu Interplay-Zeiten von Seiten der Entwickler den Wunsch nach einer Fortsetzung von Wasteland gab, kam diese aufgrund von Markenrechtsproblemen nicht zustande. Stattdessen wurde mit Fallout (1997) ein ähnlich angelegtes Spiel entwickelt, welches bald Kultstatus erreichte und viele Fortsetzungen nach sich zog. Auch für diese Spielserie besaß Fargo keine Rechte mehr mit dem Niedergang Interplays und seinem Weggang Anfang der 2000er. Im Juni 2003 erwarb er über seine neue Entwicklerfirma inXile die Namensrechte an Wasteland von Electronic Arts. In der Folge versuchte Fargo mehrfach erfolglos, Publisher von der Finanzierung eines Nachfolgers zu überzeugen. Im Zuge des Crowdfunding-Erfolgs des Double Fine Adventures versuchte Fargo schließlich am 12. März 2012 innerhalb von 35 Tagen einen offiziellen Nachfolger mit Hilfe der Crowdfunding-Onlineplattform Kickstarter zu finanzieren. Chris Keenan, Produzent des Spiels, beschrieb dies in einem Forbes-Interview folgendermaßen:

“After a year of meeting after meeting, we started to feel like this wasn’t going to happen. Brian had literally shelved the pitch document a week before Tim Schaefer did his Double Fine Adventure campaign. The next day after Schaefer funded, Brian immediately said that we needed to start looking into this and prepare for a Wasteland Kickstarter. We spent the next few weeks with our heads down creating our video, rewards, polling the community and getting our idea together. This way, we could see if the fans really wanted this game or if the publishers were right and there was no market. We figured it was a win/win. Either we’d get support or know to stop wasting our time. Well, I think you know which way that went…”

### Finanzierung
Gemäß der für die Kickstarter-Kampagne erstellten Projektbeschreibung sollte sich Wasteland 2 stark am ersten Teil orientieren, also getreu dem Retrokonzept Spielprinzip und Spielmechanik in „old School“-Manier umsetzen. Old school bedeutete in diesem Zusammenhang die bewusste Abkehr von aktuellen, bei Kritikern als oberflächlich wahrgenommenen Spieleentwicklungstrends wie casual gaming oder die Fokussierung auf die optische Präsentation. Entwickler inXile präsentierte das Konzept eines Rollenspiels mit Heldengruppe und rundenbasierten Kämpfen, in dem die Entscheidungsfreiheit des Spielers Konsequenzen für den Spielverlauf haben soll. InXile versprach allen interessierten Fans, sie während der gesamten Produktion in den Entwicklungsprozess einzubeziehen und auf Wünsche und Anregungen einzugehen.
Spender konnten ab einem Betrag von 15 US-Dollar das Anrecht auf eine DRM-freie Downloadfassung des Spiels erwerben. Bei höheren Geldbeträgen bestand neben weiteren Vergütungen das Anrecht, in einem begrenzten Umfang einen Teil der Spielwelt mitzugestalten. Dazu zählten das Vorschlagsrecht für Beschreibungen und Hintergründe zu Gegenständen, Figuren oder Orten, oder die namentliche Erwähnung im Spiel als Statue oder in Form eines Schreins. Die benötigte Mindestsumme von 900.000 US-Dollar wurde bereits in weniger als 48 Stunden erreicht. Die Finanzierung wurde am 17. April erfolgreich abgeschlossen. Der Entwickler konnte über Kickstarter letztlich 2.933.147 US-Dollar einnehmen. Hinzu kamen 107.522 Dollar, die durch eine alternative Spendenmöglichkeit mit Hilfe des Zahlungsanbieters PayPal über die eigene Firmenwebseite zur Verfügung gestellt wurden. Insgesamt überwiesen über 63.000 Personen Geld. Über 30.000 davon bezahlten 15 $, um eine digitale Kopie des Spieles zu erhalten. Zwölf Personen sicherten sich das höchste Vergütungsangebot um 10.000 $. Darunter u. a. Min-Liang Tan, CEO des Computerzubehörherstellers Razer, der seine Spende augenzwinkernd damit begründete, dass er in seiner Jugend den ersten Teil in einer illegal kopierten Version spielte, und dies mit seiner Zahlung nun begleichen möchte. Die deutlich höheren Einnahmen ermöglichten inXile während des Finanzierungsprozesses sogenannte Stretch goals zu definieren, d. h. weitere Produktmodifikationen ab einer gewissen Einnahmehöhe zuzusagen. Hierzu wurde auch die Meinung der Community eingeholt. Dies führte zu einer deutlichen Ausweitung des Spielumfangs und einer Portierung auf die Betriebssysteme Linux und macOS. Weiterhin konnte dadurch Chris Avellone von Obsidian Entertainment als Designer hinzugewonnen werden. Fargo traf mit Obsidian außerdem ein Abkommen über den Austausch von Entwicklungstools, hauptsächlich im Bereich der Dialogerstellung und dem Area Design. Vom Erfolg des Projekts zeigte sich Fargo beeindruckt:

„Natürlich hatte ich gehofft, dass wir unser selbstgesetztes Ziel erreichen, aber die Reaktion der Fans war wirklich überwältigend. Ich habe hunderte Emails erhalten, in denen Fans schreiben, dass sie sich in den letzten zehn Jahren nicht mehr so sehr auf ein Computerspiel gefreut haben. So etwas habe ich nicht erwartet.“

Fargo äußerte sich später überzeugt davon, dass Crowdfunding zukünftig einen Platz bei der Finanzierung von gewissen Spielen einnehmen wird. In der Tat entwickelte sich mit Schaefers Adventure 2012 eine neue Finanzierungsform für Spiele mit verhältnismäßig kleinen oder mittleren Budget. Während 2010 auf Kickstarter erst etwa eine halbe Million in Spiele investiert wurde, flossen 2012 über 80 Millionen Dollar, sieben Spiele erreichten eine Finanzierung von über einer Million Dollar. Fargo betonte zudem das vollkommen neue Verhältnis zwischen Spielentwicklern und Spielern bei der Finanzierung, welche sich auf die Produktion von Spielen und die Spiele selbst auswirken werde.

„Durch Online-Vertriebsplattformen wie Steam kann man den Einfluss der Interessen des Einzelhandels minimieren. Und durch Crowdfunding den der Publisher. Jetzt können sich Spieler und Spieleentwickler auf Augenhöhe bewegen. Das war bislang nicht möglich.“

Während der gesamten Produktion konnte das Spiel zudem über einen sogenannten Late-Backer Store auf der Website von inXile vorbestellt werden. Zudem wurde ab Dezember 2013 die mit einem Angebot auf Kickstarter preis-/leistungstechnisch identische Digital Deluxe Edition mit Betazugang über Steam vertrieben.

### Produktion
Das bereits vor der Kickstarter-Finanzierung vorliegende Grundkonzept, das zuvor verschiedenen Publishern zur Evaluierung vorgelegt worden war, wurde von Fallout-Entwickler und Troika-Gründer Jason D. Anderson ausgearbeitet, der das Studio Dezember 2010 jedoch wieder verlassen hatte. Gemäß InXiles Selbstverpflichtung zu einem transparenten Entwicklungsprozess mit Fanbeteiligung veröffentlichte Brian Fargo am 11. Juni 2012 ein Dokument mit dem aktuellen Produktionskonzept, das die wichtigsten Ziele der Entwicklungsarbeiten formuliert (Vision Document).
Für die Entwicklung des Spiels rekrutierte Studioleiter Fargo zahlreiche Designer und Künstler aus dem ehemaligen Interplay-Umfeld. Aus dem Team der ursprünglichen Wasteland-Kernentwickler arbeitet Michael A. Stackpole, der zwischenzeitlich hauptsächlich als Science-Fiction und Fantasy-Buchautor tätig war, am Design und der Story. Alan Pavlish und Liz Danforth, die ebenfalls an Wasteland mitarbeiteten, entwerfen Teile der Spielwelt und sind beratend tätig. Weitere Unterstützung kam von dem Originaldesigner Ken St. Andre. Neben Chris Avellone wurde mit Colin McComb (Fallout 2, Planescape: Torment) ein weiterer ehemaliger Black-Isle-Designer engagiert. Für die Musik wurde Komponist Mark Morgan (Fallout, Fallout 2, Planescape: Torment) verpflichtet. Chris Keenan ist als Producer und Designer tätig, Andree Wallin wurde für die Concept Art engagiert. Für wissenschaftliche Fragen wurde ein Beraterteam herangezogen.
Die ersten sechs Monate der Entwicklung waren nach dem Plan Fargos der Vorproduktion gewidmet. In dieser Zeit sollte das ganze Design des Spiels soweit fertig entwickelt werden, damit es per Pen and Paper durchgespielt werden kann. Zur gleichen Zeit sollten ebenfalls die technischen Grundlagen und Werkzeuge so weit entwickelt werden, damit in Folge mit einem verstärkten Team die Produktion des Spiels begonnen werden könnte, die mit zwölf Monaten veranschlagt war.

“The best production process is pretty fluid … so I hate to commit to exactly how things roll out but I can tell you that 90 % of the writing/design will happen by October [Anm. 2012]. Scripting will start in about a month from now [Anm. Ende August 2012] on the levels that are done. I plan to have all levels in and scripted by April [Anm. 2013] thus leaving another 6 months for iteration and play test.”

Mit Beginn der Vorproduktion legte sich InXile für die Unity-Engine als Grundgerüst der Produktion fest. Als Gründe gab der Technikleiter John Alvarado die vorhandene Unterstützung der Engine für gängige Entwicklungssoftware wie 3ds Max und Adobe Photoshop, die integrierte Versionskontrolle für Assets und Programmiercode sowie ein umfassender Support des Anbieters und ein großes Angebot bereits fertiger Assets an.
Um Interessierte in den Produktionsprozess des Werks einzubinden, wurden unterschiedliche Wege genutzt. Über den Dienst Google Moderator wurden nahezu 200.000 Stimmen zu fast 2000 Ideen zum Spiel abgegeben. Im eigenen Forum wurden zudem unterschiedliche Fragen zur Abstimmung gestellt, oder Ideen zu Missionen und anderen Aspekten im Spiel gesammelt.
Um die Spielwelt mit den vorhandenen Ressourcen im geplanten Produktionszeitraum abwechslungsreicher zu gestalten, wurde die Unity- und Wasteland-Community Anfang Dezember 2012 aufgerufen, bestimmte Grafikmodelle für die Spielwelt im Zuge eines Crowdsourcing zu entwerfen. Ausgewählte Assets werden von InXile zu üblichen Unity-Storepreisen für Wasteland 2 gekauft, die weiteren Verwertungsrechte für die Arbeit verbleiben bei den Designern der Modelle. Der Umgebungsdesigner Koy Vanoteghem äußerte sich in einem Interview zum Crowdsourcing folgendermaßen:

“Wasteland 2 was a crowd sourcing experiment from the very beginning … So, extending that concept to the production side of things was an idea that evolved pretty quickly. […] Failure or success aside, this experiment has been great for us in our effort to get more involvement from the community. […] [N]o one should confuse this effort with an opportunity to find cheap labour. This has as much to do with connecting with our fans as it does acquiring much needed assets. Truthfully, the time it takes to collect, review, fix and modify these assets is not insignificant.”

Gegen Ende der Produktion wurde im Mai 2014 auch ein Crowdsourcing Projekt zur Übersetzung des Spieles in unterschiedliche Sprachen gestartet, darunter Deutsch. Für die endgültigen Lokalisationen sind professionelle Übersetzer verantwortlich.
Nach der Veröffentlichung des Spiels sollen einfache Werkzeuge zur nachträglichen Spielemodifikation bereitgestellt werden, um beispielsweise das Originalspiel abzuändern oder gänzlich neue Spielinhalte zu erstellen.
Am 9. Februar 2013 wurde erstmals in einem über 15-minütigen Gameplayvideo das Spiel anhand einer im fertigen Spiel enthaltenen Umgebung vorgestellt. Im dazugehörigen Kickstarter Update wurde bezüglich des Entwicklungsstands angegeben, dass man sich etwa in der Mitte der Produktion befinde. Mitte März 2013 gab Fargo über den Kurznachrichtendienst Twitter bekannt, dass man große Fortschritte mache, die zweite Phase des Produktionsprozesses – Erstellung der Level und des Scriptings – Ende April abzuschließen. Mitte Juli 2013 äußerte er in einem Update, dass Wasteland 2 womöglich das größte Rollenspiel ist, an dem er bisher beteiligt war. Aufgrund des größeren Budgets und Umfangs des Spiels hätte sich die Produktionsdauer verlängert, man würde sich etwa sechs Wochen hinter dem ursprünglichen Produktionsplan befinden, jedoch sollte in etwa einem Monat eine Version des Spiels vorhanden sein, die alle zentralen Spielfunktionen und alle Levels beinhaltet.
Nachdem das Spiel einem kleinen Kreis an Testern vorgelegt worden war, sollte es im Oktober 2013 in die Beta-Phase starten, um mithilfe der Reaktionen der Spieler das Spiel abzurunden. Die Beta wurde schließlich Anfang Dezember für PC veröffentlicht. Februar 2014 folgte die Beta-Version für Mac und im April die Linux Version.
Februar 2014 wurde als weiterer Plan formuliert, innerhalb der nächsten drei Monate das Spiel so weit fertigzustellen, dass darauf folgend nur noch Bugs behoben werden müssen. Nach den drei Monaten wurde das Spiel für Ende August 2014 angekündigt.

## Vertrieb
Der digitale Vertrieb wird von InXile über unterschiedliche Online-Vertriebsplattformen ermöglicht, darunter Origin, Steam sowie GOG.com. Die physische Kopie des Spiels und weitere materielle Angebote im Rahmen der Kickstarter Kampagne werden von Deep Silver logistisch vertrieben. Der Verkaufspreis des Spiels ist für reguläre Käufer höher als für Personen, die das Spiel während der Kickstarter-Finanzierung erworben haben. Dezember 2013 wurde Wasteland 2 auf Steam in einer Early-Access Version veröffentlicht, die u. a. Zugang zur Betaversion des Spiels gewährt und ebenfalls den Vorgänger Wasteland beinhaltet.

## Rezeption

### Vor Veröffentlichung
Da Wasteland 2 eines der ersten großen, per Crowdfunding finanzierten Videospiele war, fand es nicht nur in Fachmagazinen Erwähnung, sondern auch in der allgemeinen Medienberichterstattung über das neuartige Phänomen. Nicht nur aufgrund seiner neuartigen Finanzierung, sondern ebenso weil das Spiel laut Presse der Nachfolger eines der bedeutendsten frühen Rollenspiele ist und mit dem Projekt ein Spielgenre wiederbelebt werden soll, wurde das Spiel in der Fachwelt diskutiert. Auf Chip.de wurde beispielsweise kommentiert:

„Nach mehr als 20 Jahren kehrt eines der besten Spiele aller Zeiten zurück. Von Fans, für Fans, getreu dem alten Interplay-Slogan ‘By Gamers, For Gamers’. Die Tatsache, dass Brian Fargo die alte ‘Band’ um sich schart, lässt auf eine spielerische Großtat hoffen. Und die Tatsache, dass garantiert kein Publisher dazwischenquatschen darf, lässt auf einen Meilenstein fernab der tausendmal durchgenudelten Mainstream-Fortsetzungen der letzten insgesamt doch eher traurigen Spielejahre hoffen.“

Mitunter wurde auf die Verbindung mit den ersten beiden Teilen der Fallout-Reihe verwiesen.

“[A] true Fallout sequel would be a top-down, strategically based tactical combat game with extremely nonlinear game play, infinite replayability, sharp writing and absolutely merciless mechanics. And that’s what this is.”

„Die wahre Fortsetzung von Fallout wäre ein Top-Down-Strategie-basiertes taktisches Kampfspiel mit extrem nichtlinearem Gameplay, unendlicher Wiederspielbarkeit, scharfem Schreiben und absolut gnadenloser Mechanik. Und das ist es.“

Den Erfolg von Projekten wie Wasteland 2 oder dem Double Fine Adventure führten manche Kommentatoren einerseits auf die Bekanntheit der Entwickler zurück, andererseits auf die potenzielle kaufkräftige Zielgruppe, die aus nostalgischen Gründen die Spiele ihrer Kindheit und Jugend revitalisieren möchte. Oftmals wurde allgemein kritisch darauf hingewiesen, dass bisher keine Erfahrungen darüber vorliegen, ob dieses neue Finanzierungsmodell überhaupt funktioniere, und was passiere, wenn Projekte ihr Produkt nicht ausliefern können.
Ende August 2013 wurde auf der Gamescom das Spiel in einer lauffähigen Version vor Journalisten vorgestellt und weltweit rezipiert. Die Videospieleseite Gameinformer.com urteilte: „We only got a taste for the open world that awaits us in Wasteland 2, but we’re excited to see how its world will react to our actions when the game comes out.“ Für pcgames.de hat das Spiel „das Potenzial, die ambitionierten Pläne seiner Entwickler tatsächlich zufriedenstellend umzusetzen.“ Heise.de resümierte:

„Insgesamt macht Wasteland 2 bereits jetzt einen sehr guten Eindruck und verspricht ein klassisches Rollenspiel mit vielen Dialogen und einem rundenbasierten Kampfsystem zu werden.“

### Nach Veröffentlichung
Laut Metacritic wurde das Spiel mit Release 2014 in der normalen PC-Version von der Presse insgesamt positiv aufgenommen, mit einem Vergleichswert von 81 von 100 Punkten, welcher aus 65 Rezensionen errechnet wird. Negativ aufgenommen wurde teilweise die Grafik:
„Trotz eintöniger Grafik ein würdiger Nachfolger des Klassikers von 1988, der mit Endzeit-Atmosphäre und unterhaltsamen Rundenkämpfen glänzt.“

„[...] die Grafik ist hoffnungslos veraltet, aber Wasteland 2 gleicht das aus: mit Text! Die Beschreibungstexte erzeugen in meinem Kopf eine Spielwelt, die weit über die mäßigen Polygone auf dem Bildschirm hinausgeht. Kurz: Wasteland 2 ist eine Oma. Ein bisschen tatterig, und man muss ihr nachsehen, dass sie aus einer anderen Generation stammt - dafür aber liebenswert und mitunter mit beeindruckender Altersweisheit gesegnet.“
Mitunter wurden die Versuche, an das Original und an die Fallout-Reihe anzuschließen, als erfolgreich gewertet:
„Gepaart mit dem schwarzen Humor, der dichten Endzeit-Atmosphäre, dem motivierenden Fertigkeiten-System und den unterhaltsamen Rundenkämpfen ist Wasteland 2 ein würdiger Nachfolger im Geiste des Originals und der beiden Fallout-Klassiker.“
Andererseits fielen die Rezensionen im Vergleich zu aktuelleren Konkurrenzprodukten mitunter auch kritischer aus:
„Die Kämpfe wollen aber nicht so recht begeistern, in Divinity: Original Sin oder XCOM: Enemy Within haben mir die Rundenschlachten mit ihrer riesigen Vielfalt an Optionen um einiges mehr Spaß gemacht. Dabei ist es nicht mal so, dass sie in Wasteland schlecht sind, aber sie sind eben »nur« grundsolide. Und grundsolide passt einfach nicht zum sonst so ehrgeizigen Rest. Wasteland 2 ist trotzdem ein tolles Rollenspiel der alten Schule geworden, hat aber auch Potenzial verschenkt.“
Der 2015 ebenfalls für PC erschienene Director's Cut wurde laut Metacritic im Durchschnitt mit 87 von 100 Punkten bewertet, wobei allerdings nur fünf Rezensionen der Presse vermerkt sind.

## Belletristik zum Spiel
Im Rahmen der Kickstarterkampagne wurden zwei kürzere Geschichten („Novellas“) angekündigt, welche von Chris Avellone und Michael A. Stackpole verfasst werden.

## Trivia
- Den ersten Teil der Serie in die Veröffentlichung von Wasteland 2 zu inkludieren, war ein oftmaliger Wunsch der Community. Das Unternehmen EA, Rechteinhaber des ersten Teils, genehmigte inXile die Veröffentlichung.[64] Ende 2013 wurde Wasteland über digitale Distributionsplattformen wieder veröffentlicht. Käufer des zweiten Teils erhielten das Spiel gratis. Wasteland wurde für neue Betriebssysteme optimiert und ermöglicht gegenüber dem Original von 1988 mehrmaliges Speichern. Zudem wurden Texte aus dem im Original beigelegten „Paragraphbook“ direkt ins Spiel integriert sowie weitere optionale Erneuerungen vorgenommen.[65]
- Zu Weihnachten 2012 stellte inXile allen Personen, die Wasteland 2 im Vorfeld der Veröffentlichung unterstützten, gratis The Bard’s Tale über Steam zur Verfügung. Neben dem von inXile 2005 unter diesem Titel veröffentlichten Hack-and-Slay-Rollenspiel, welches gängige Klischees des Rollenspielgenres persifliert, ist auch eine Emulation der Originaltrilogie von 1985 bis 1988 enthalten. Diese war eine der ersten Rollenspiele von Interplay und Brian Fargo.[66]
- Project Eternity von Obsidian Entertainment bot im Rahmen seiner Kickstarter Kampagne ein Paket an, welches u. a. auch eine digitale Version von Wasteland 2 enthielt.[67]
- Das ebenfalls von inXile Anfang 2013 über Kickstarter finanzierte Rollenspiel Torment: Tides of Numenera enthielt bei unterschiedlichen Crowdfunding-Angeboten für Unterstützer eine digitale Version von Wasteland 2 als Bonus, wovon etwa 10.000 Gebrauch machten. Die Vorproduktion des spirituellen Nachfolgers von Planescape: Torment begann noch während der Produktionsphase von Wasteland 2. Zum Teil rückten Autoren und Künstler, die ihre Arbeit an Wasteland 2 bereits beendet hatten, in das Vorproduktionsteam für das neue Spiel, dessen Programmierarbeiten jedoch erst nach der Fertigstellung von Wasteland 2 angesetzt wurden.

## Nachfolger
Im November 2016 wurde erfolgreich eine Crowdfunding-Kampagne zur Finanzierung von Wasteland 3 abgeschlossen. Mit etwa 3,1 Millionen US-Dollar wurde das Finanzziel von 2,75 Millionen US-Dollar deutlich überboten und ermöglicht zusätzlich die Entwicklung eines sprechenden Fahrzeugbegleiters mit dem Codenamen „Morningstar“ sowie anpassbare Ranger Squad-Wappen. Das Spiel erschien am 28. August 2020.